# Фантастичний реалізм

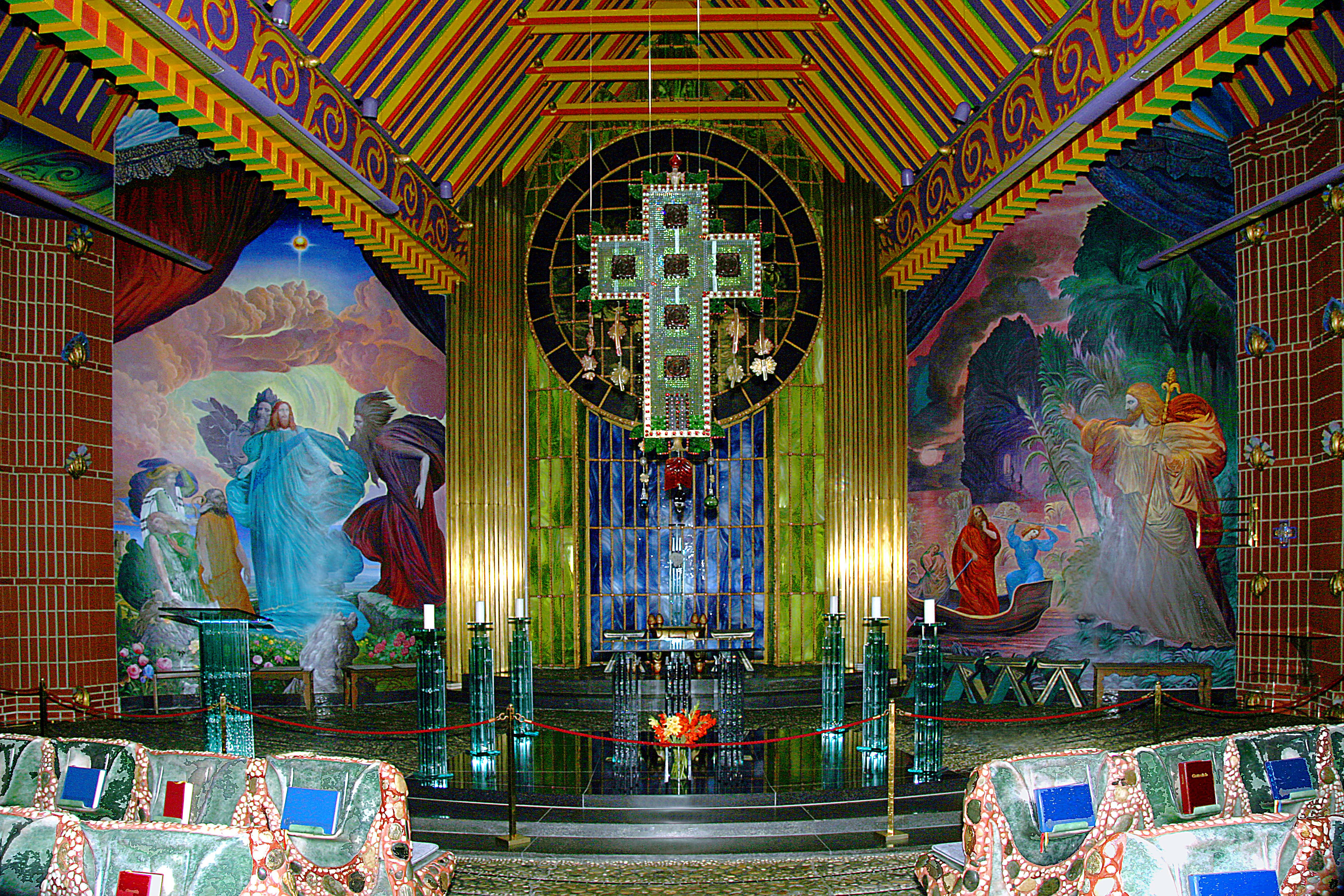
Ернст Фукс. Інтер'єр церкви Св. Якова (неподалік міста Грац)

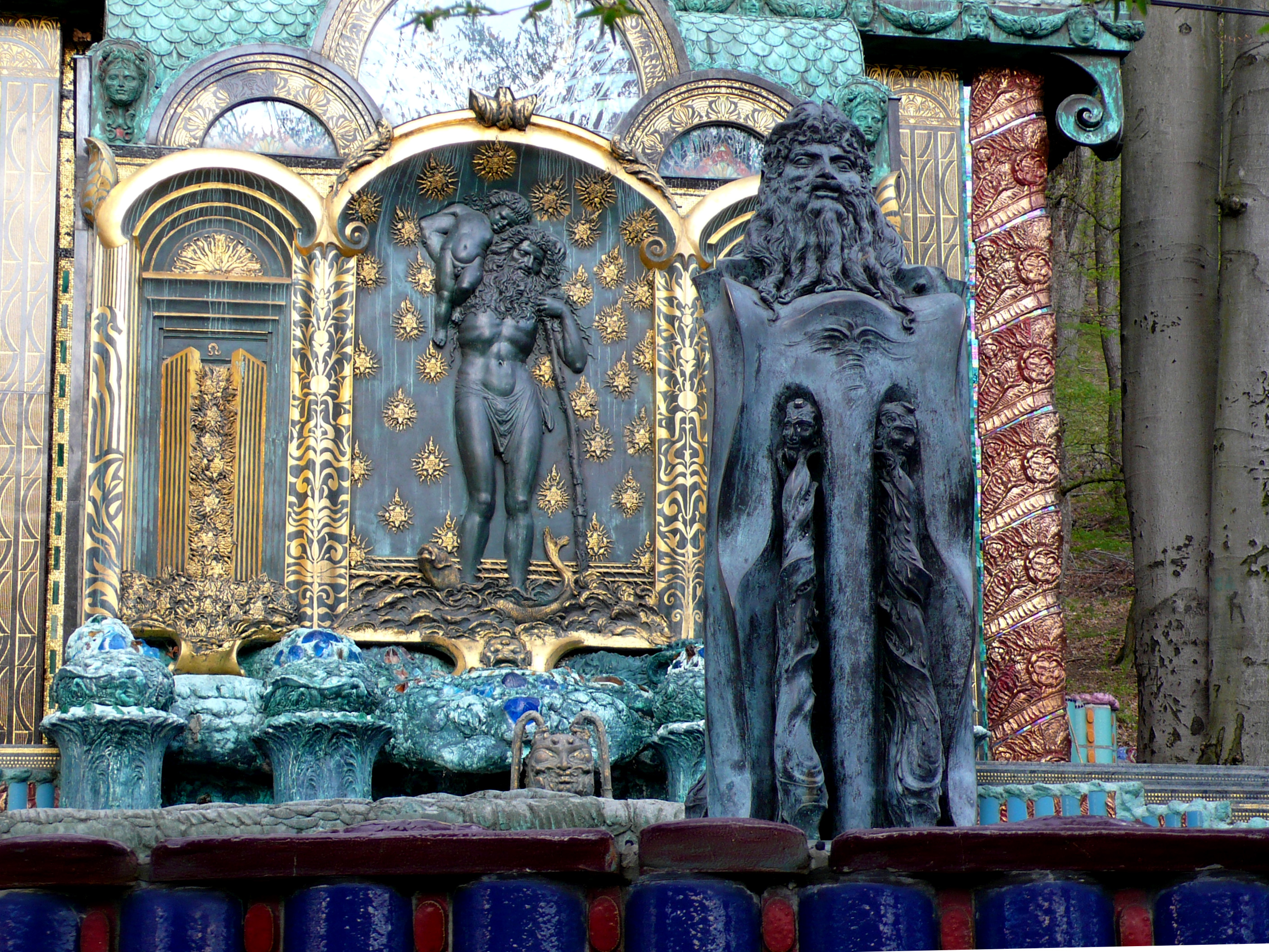
Художник і скульптор Ернст Фукс. Декор вілли Отто Вагнера, павільйон «Німфеум», Відень.

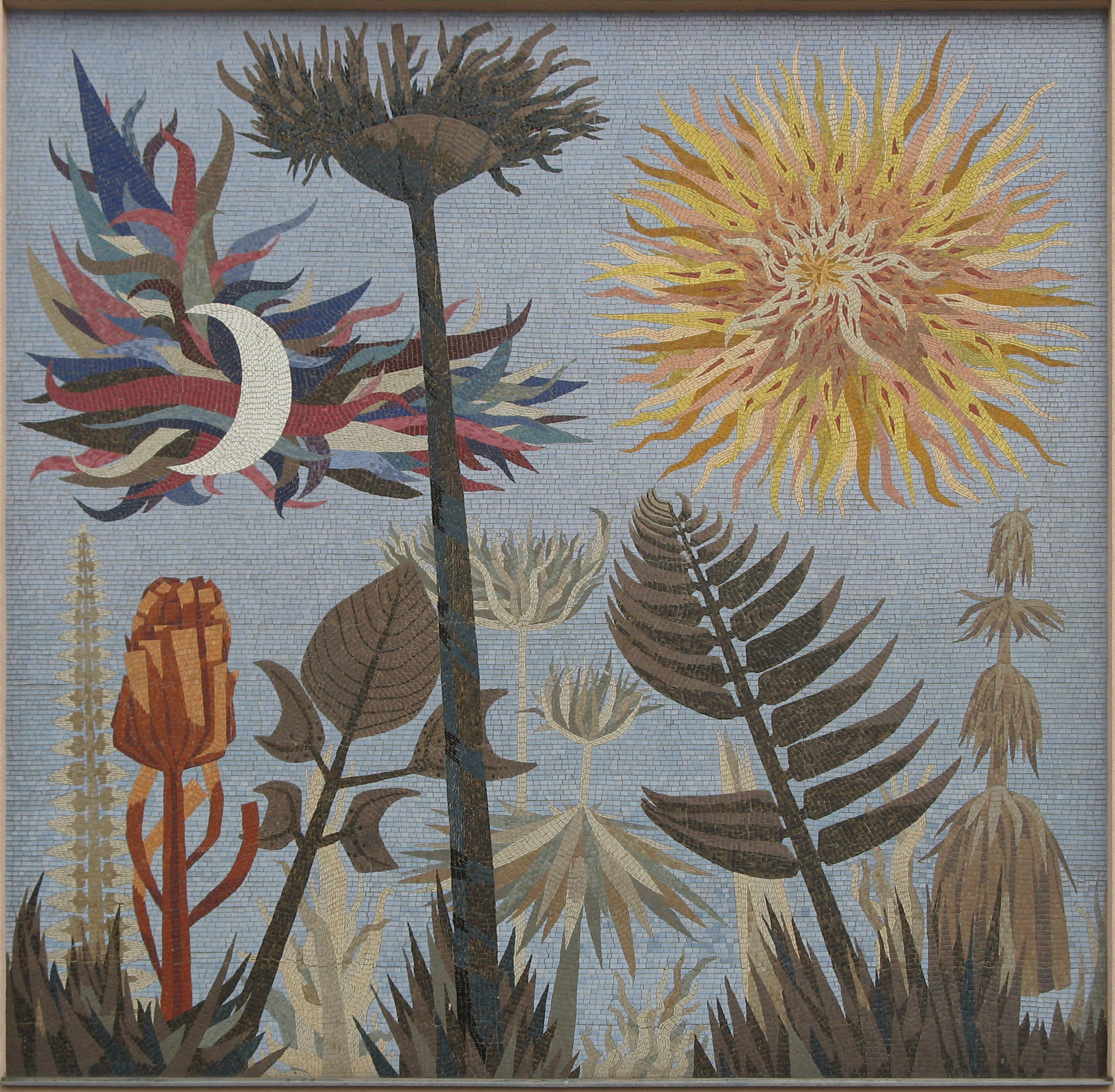
Вольфганг Хуттер. Мозаїка «Зірки і рослини».

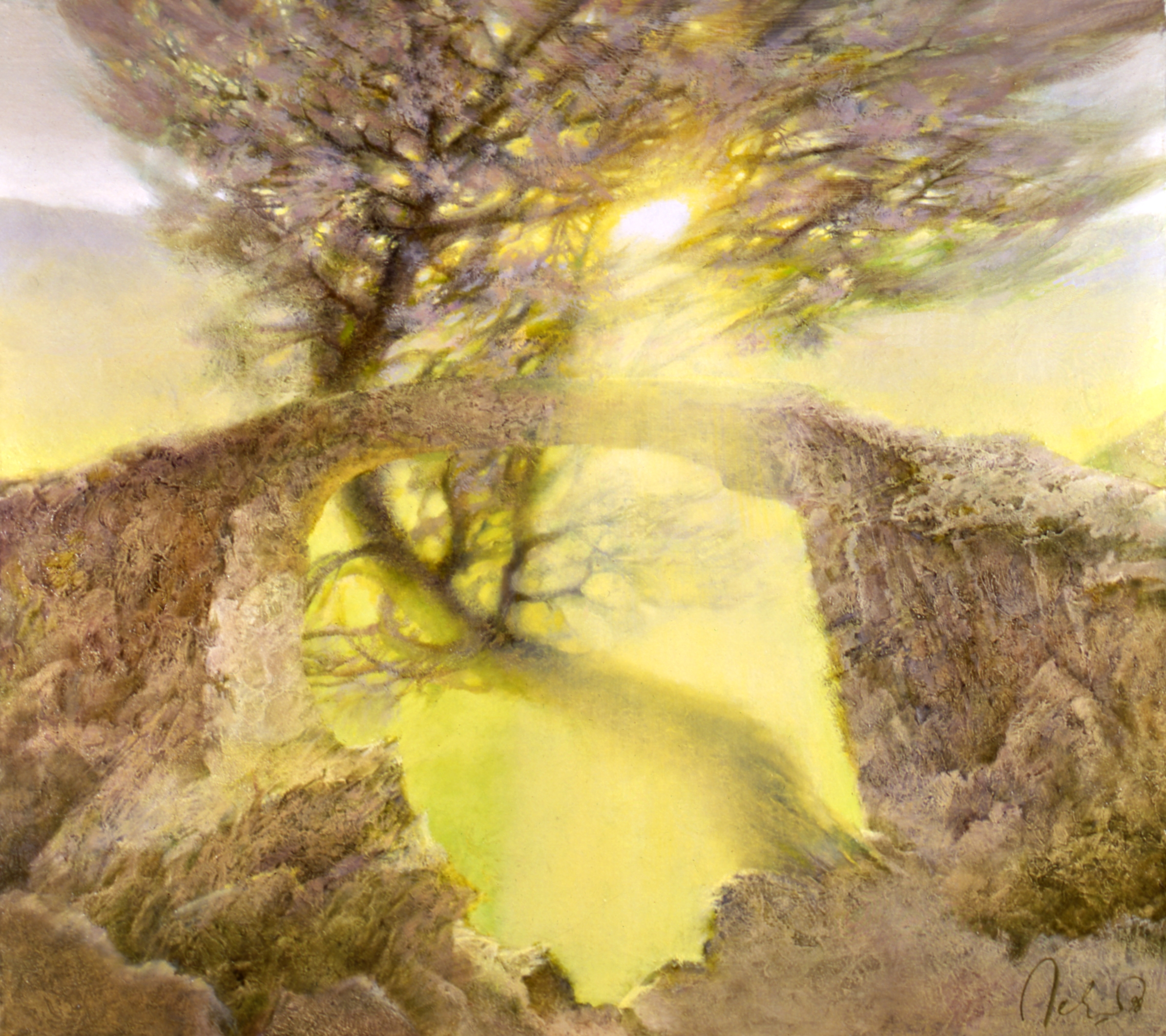
О. Левчишина. Схід сонця. Перший промінь. П.о., 2001

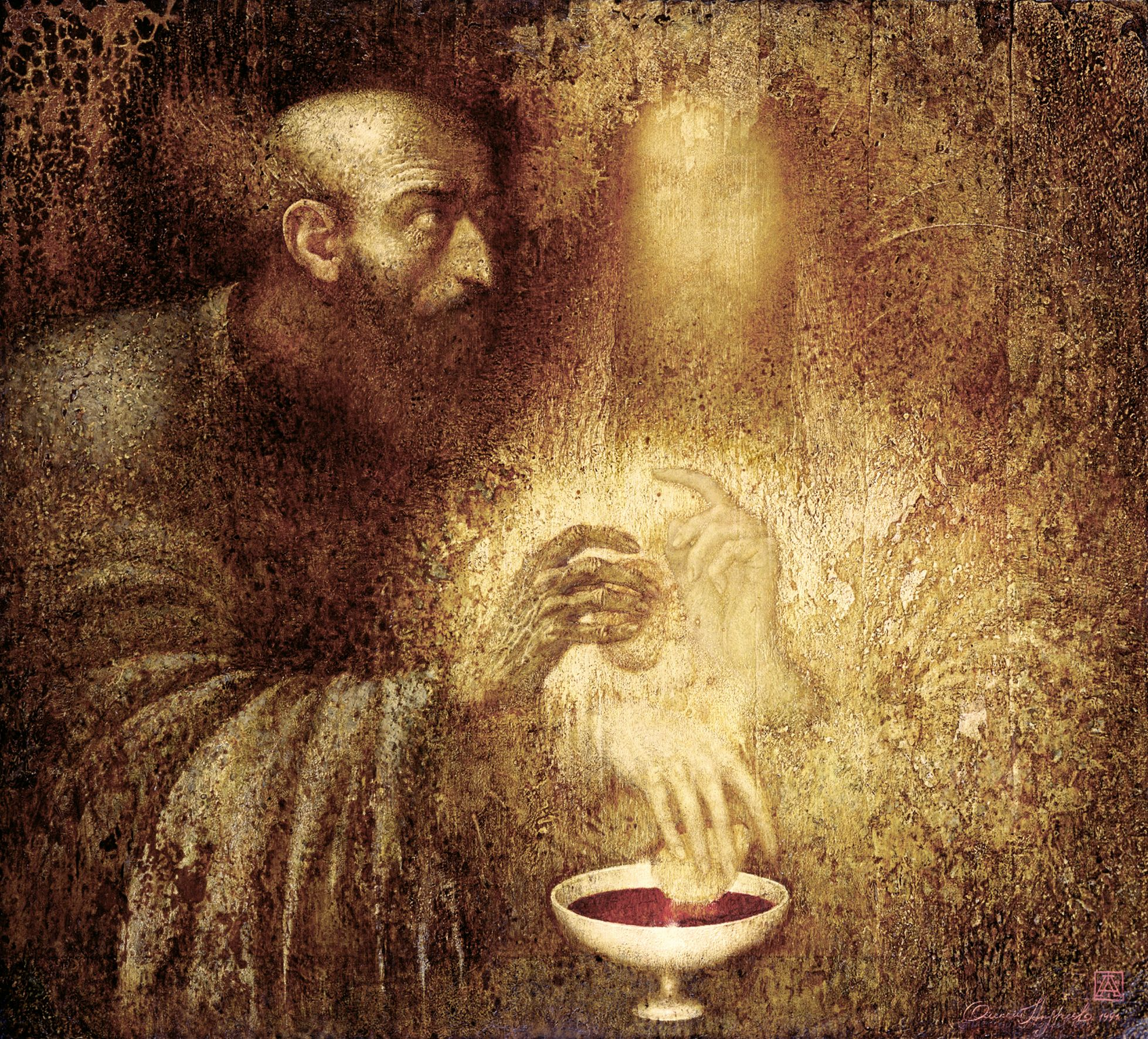
О.Анд. Фатальність, 1991

Фантастичний реалізм (фр. Réalisme fantastique) — назва мистецького напрямку середини 20 століття, що мав і має відбиток в живопису і літературі, іноді в скульптурі, синонімом є термін магічний реалізм. Стилістику фантастичного реалізму використовують і художники театру (сценографія )

## Історія терміна
Ймовірно, першим, хто користувався словосполученям «фантастичний реалізм», був Фрідріх Ніцше Це сталося 1869 року і мало відношення до творчості Шекспіра. Так, в трагедії «Гамлет» з'являється примара убитого батька, істоти фантастичної серед реальних персонажів. В 1920-і роки це словосполучення використовував у власних лекціях Вахтангов Євген Багратіонович. У російському театрознавстві словосполучення затвердилось як визначення творчого методу Вахтангова. Так розпочалося затвердження терміну «фантастичний реалізм».

## Представники в живопису
«Фантастичний реалізм» як назва мистецького напрямку отримав поширення після галасливого успіху картин австрійських художників, творча група яких позначена як «Віденська школа фантастичного реалізму». В складі групи -
- Рудольф Хауснер (1914–1994)
- Антон Лемден (1929 р.н.)
- Арік Бауер (1929 р.н.)
- Вольфганг Хуттер (1928 р.н.)
- Ернст Фукс (1930 р.н.)

Живопису взагалі притаманна властивість передавати у візуальних образах будь-які фантастичні чи абстрактні ідеї. Живопис представників «Віденської школи фантастичного реалізму» дещо запозичив від європейського маньєризму чи сюрреалізму, але вдало контрастував з епігонами імпресіонізму і абстрактних течій 20 століття, бо звертався до стилістики і техніки старих майстрів — з їх віртуозним малюнком, віртуозним володінням можливостями олійного живопису чи ливарної справи при створенні бронзових скульптур або ювелірних виробів.
Світову славу зажили твори Ернста Фукса. На розбурхану свідомість і художню манеру митця мали потужні вплив — перебування в фашистському концентраційному таборі, віденське бароко і маньєризм, перехід в католицтво, перебування і праця в Парижі чи в бенедиктинському монастирі на горі Сіон. Звернення митця до сценографії, ювелірства, дизайну інтер'єрів і архітектури надзвичайно розширило репертуар мистецького напрямку.

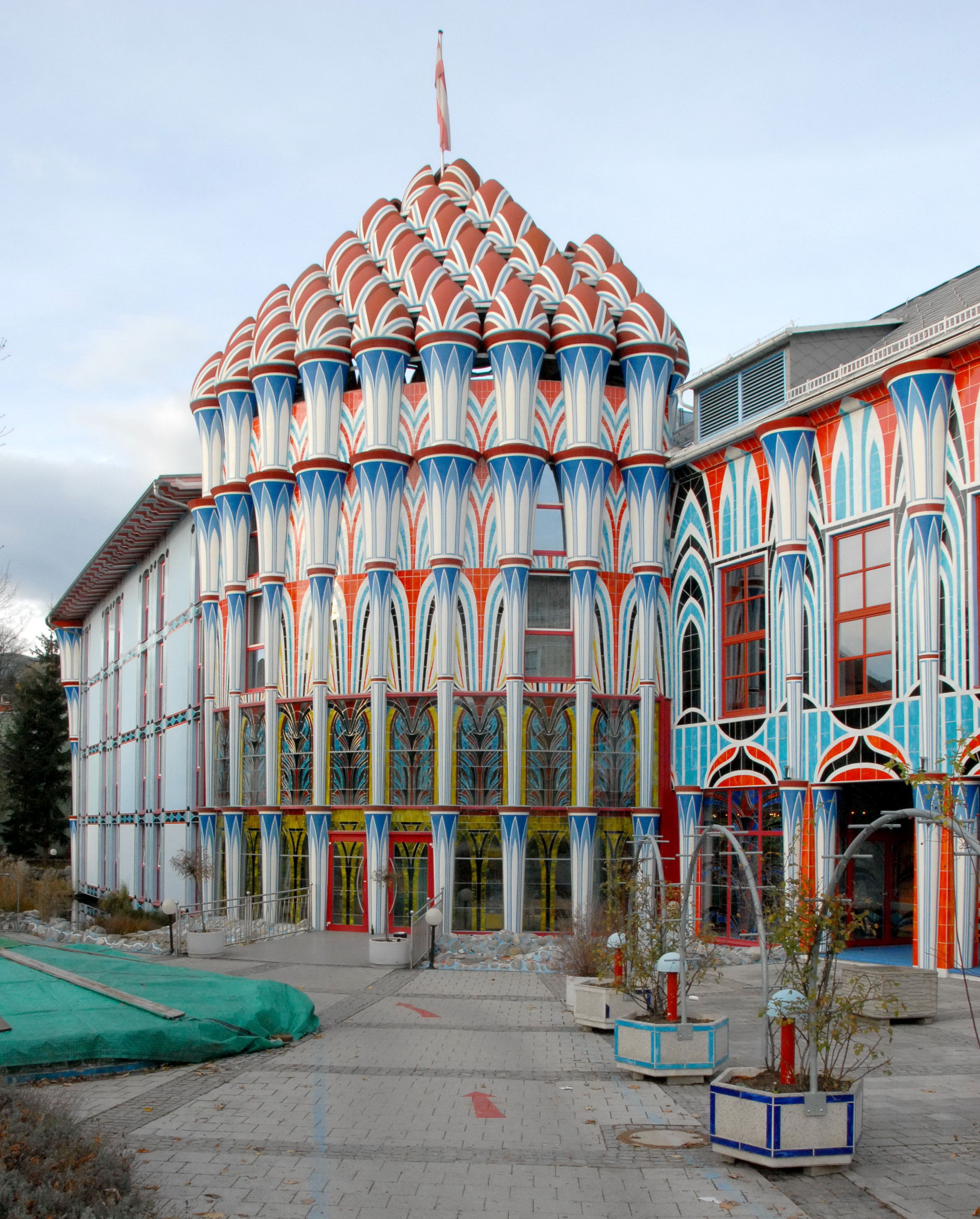
готель «Ернст Фукс Паласт».
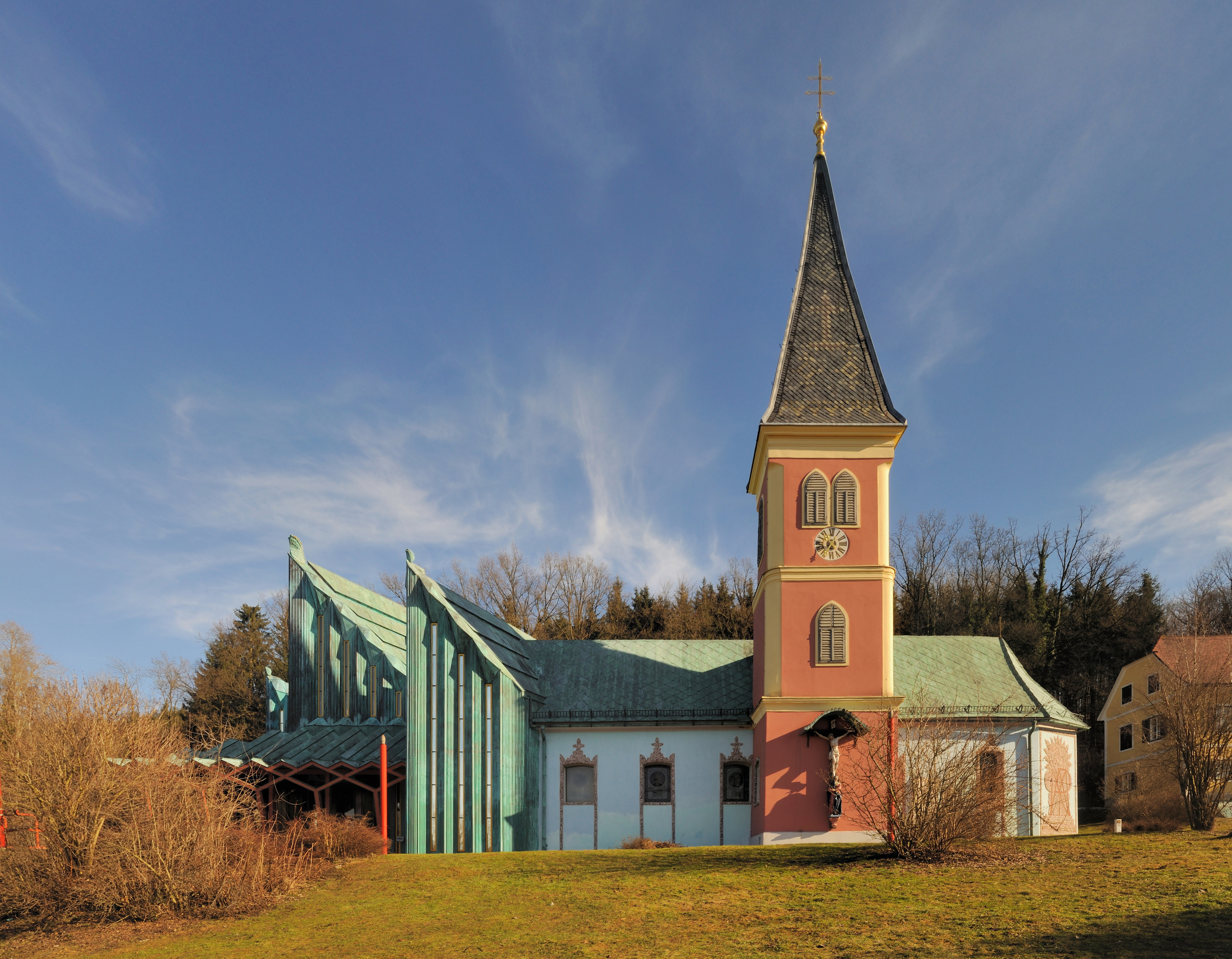
Ернст Фукс. Сучасні добудови церкви Св. Якова ліворуч
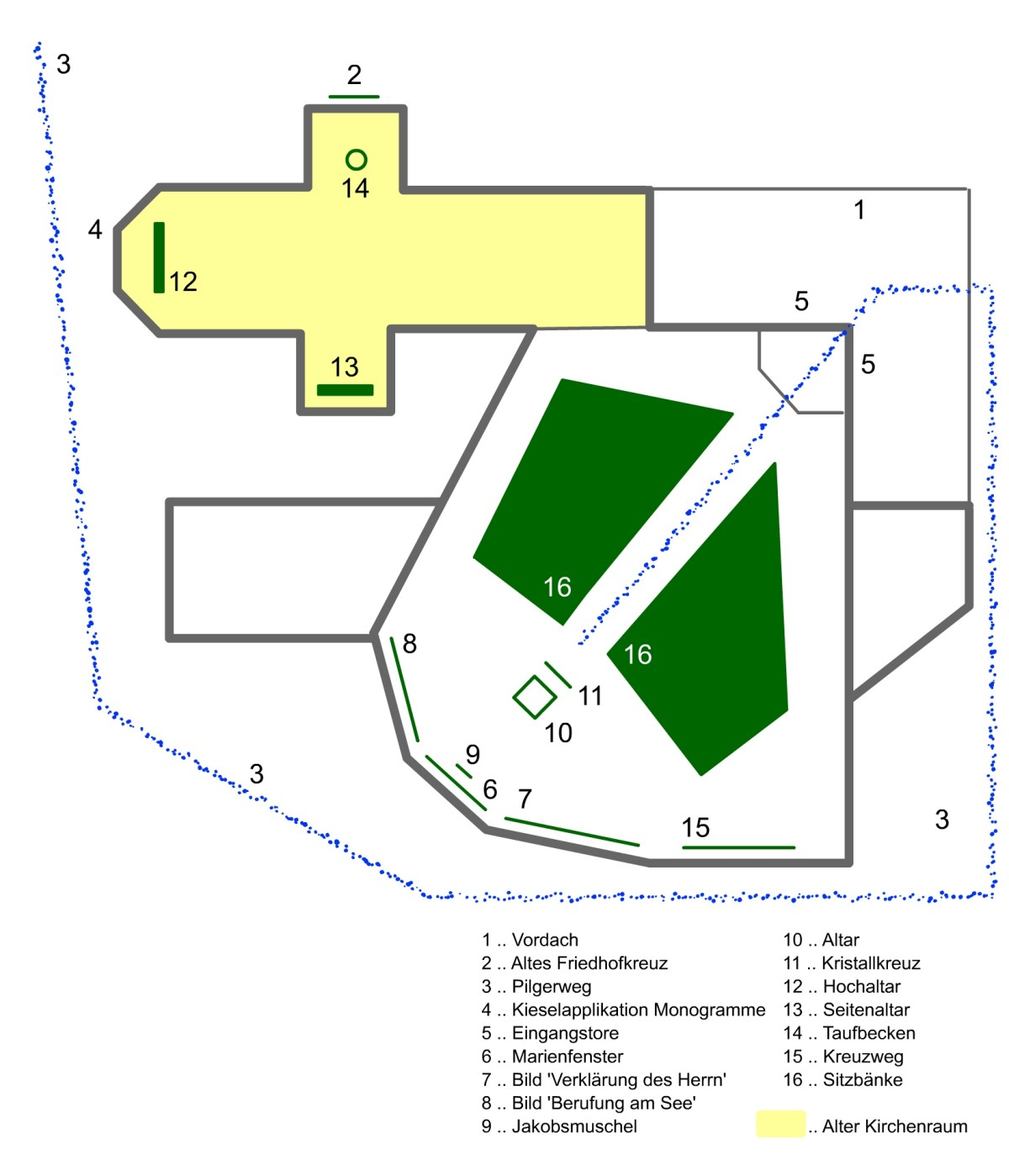
Поземний план церкви Св. Якова після збільшення і добудов
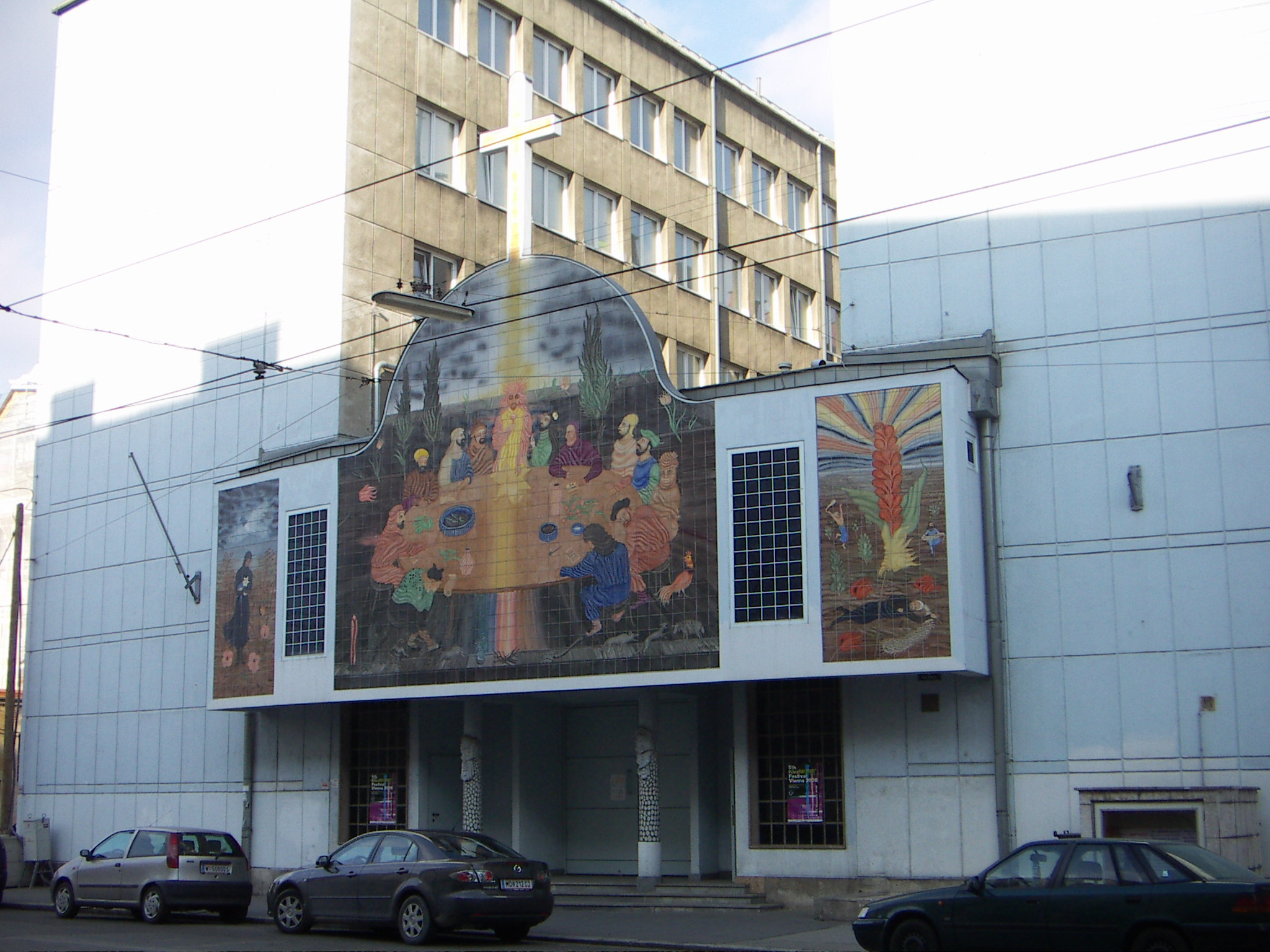
Арік Бауер, Мозаїка на фасаді церкви, Леопольдштадт.

- Ернст Фукс (1930 р.н.)
- Роберт Веноза (1936–2011)
- Майкл Уелан (1950 р.н.)
- Олег Корольов (1968 р.н.)
- Віктор Нізовцев (1965 р.н.)
- Пітер Грич (1968 р.н.)
- Яцек Єрка (1952 р.н.)
- Лоренс Каруана (1952 р.н.)
- Алекс Грей (1953 .н.)
- Ендрю Гонзалес ()
- Бригід Марлін ( 1936 р.н.)
- Олександр Костецький (1955—2010)
- Оксана Левчишина (н.1961)
- Сергій Марус (н.1958)
- Олексій Анд (н.1962)
- Олександр Мікушев (н.1957)
- Провоторов Владислав Олексійович ( 1947 р.н.) та інші.

## В літературі
1959 року вийшла з друку книга Жака Берж'є та Луї Повеля «Ранок магів», що мала також підзаголовок «Вступ до фантастичного реалізму». Вона дала поштовх для виникнення специфічногоу типу публіцистики (non-fiction), що звертається до суміші квазінаукових новин, окультизму, НЛО, містики, спірітуалізму, астрології тощо.
Російські письменники брати Стругацькі теж називали притаманний їм стиль «реалістичною фантастикою» або «фантастичним реалізмом».